# Mark Srednicki
Mark Allen Srednicki (* 26. September 1955 in Cleveland) ist ein US-amerikanischer theoretischer Physiker, der sich mit Teilchenphysik und Quantenfeldtheorie befasst. 
Srednicki wurde 1980 an der Stanford University bei Leonard Susskind promoviert. 1986 wurde er Forschungsstipendiat der Alfred P. Sloan Foundation (Sloan Research Fellow). Er ist Professor an der University of California, Santa Barbara.
1981 schlug er mit Michael Dine, Willy Fischler das DFSZ-Modell fast „unsichtbarer“ Axionen vor (DFSZ setzt sich aus den Anfängen ihrer Nachnamen und dem von Ariel Zhitnitsky zusammen, der dies unabhängig in der Sowjetunion vorschlug).

## Schriften (Auswahl)
- Entropy and Area, Phys. Rev. Lett., Band 71, 1993, S. 666–669, Arxiv
- Quantum Chaos and Statistical Mechanics, Arxiv 1994
- Axions, past, present and future, Arxiv 2002
- Quantum Field Theory, Cambridge UP 2007, Teil 1 bei Arxiv, Teil 2 bei Arxiv (von drei Teilen)
- mit James Hartle: Science in a very large universe, Phys. Rev. D, Band 81, 2010, S. 123524, Arxiv